# Heliophorus androcles
Heliophorus androcles är en fjärilsart som beskrevs av John Obadiah Westwood 1851. Heliophorus androcles ingår i släktet Heliophorus och familjen juvelvingar. Inga underarter finns listade i Catalogue of Life.

## Bildgalleri

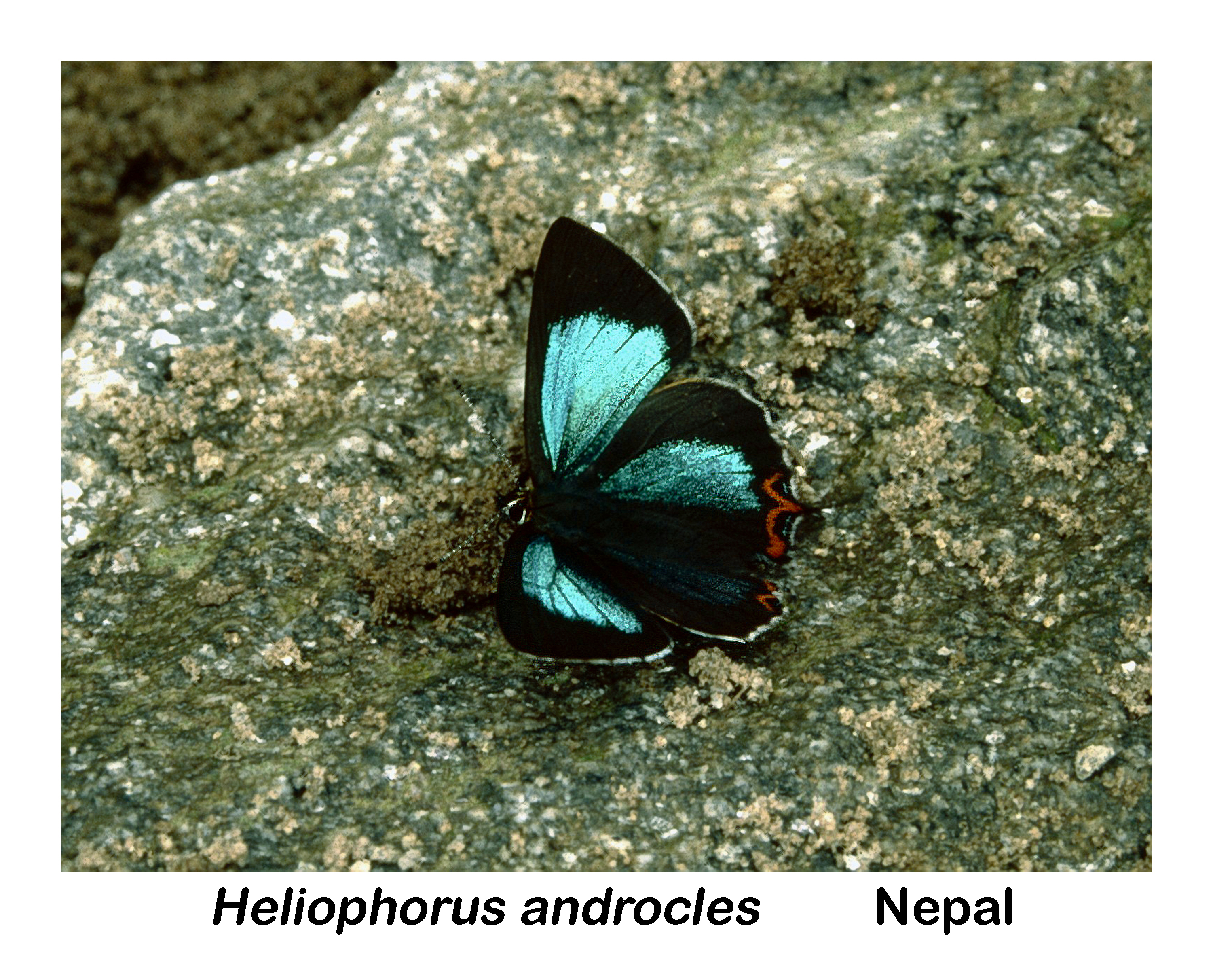